# Plectrohyla
Plectrohyla é um gênero de anfíbios da família Hylidae.
As seguintes espécies são reconhecidas:
- Plectrohyla acanthodes Duellman & Campbell, 1992
- Plectrohyla ameibothalame (Canseco-Márquez, Mendelson & Gutiérrez-Mayén, 2002)
- Plectrohyla arborescandens (Taylor, 1939)
- Plectrohyla avia Stuart, 1952
- Plectrohyla bistincta (Cope, 1877)
- Plectrohyla calthula (Ustach, Mendelson, McDiarmid & Campbell, 2000)
- Plectrohyla calvicollina (Toal, 1994)
- Plectrohyla celata (Toal & Mendelson, 1995)
- Plectrohyla cembra (Caldwell, 1974)
- Plectrohyla charadricola (Duellman, 1964)
- Plectrohyla chryses (Adler, 1965)
- Plectrohyla chrysopleura Wilson, McCranie & Cruz-Díaz, 1994
- Plectrohyla crassa (Brocchi, 1877)
- Plectrohyla cyanomma (Caldwell, 1974)
- Plectrohyla cyclada (Campbell & Duellman, 2000)
- Plectrohyla dasypus McCranie & Wilson, 1981
- Plectrohyla ephemera (Meik, Canseco-Márquez, Smith & Campbell, 2005)
- Plectrohyla exquisita McCranie & Wilson, 1998
- Plectrohyla glandulosa (Boulenger, 1883)
- Plectrohyla guatemalensis Brocchi, 1877
- Plectrohyla hartwegi Duellman, 1968
- Plectrohyla hazelae (Taylor, 1940)
- Plectrohyla ixil Stuart, 1942
- Plectrohyla labedactyla (Mendelson & Toal, 1996)
- Plectrohyla lacertosa Bumzahem & Smith, 1954
- Plectrohyla matudai Hartweg, 1941
- Plectrohyla miahuatlanensis Meik, Smith, Canseco-Márquez & Campbell, 2006
- Plectrohyla mykter (Adler & Dennis, 1972)
- Plectrohyla pachyderma (Taylor, 1942)
- Plectrohyla pentheter (Adler, 1965)
- Plectrohyla pokomchi Duellman & Campbell, 1984
- Plectrohyla psarosema (Campbell & Duellman, 2000)
- Plectrohyla psiloderma McCranie & Wilson, 1999
- Plectrohyla pycnochila Rabb, 1959
- Plectrohyla quecchi Stuart, 1942
- Plectrohyla robertsorum (Taylor, 1940)
- Plectrohyla sabrina (Caldwell, 1974)
- Plectrohyla sagorum Hartweg, 1941
- Plectrohyla siopela (Duellman, 1968)
- Plectrohyla tecunumani Duellman & Campbell, 1984
- Plectrohyla teuchestes Duellman & Campbell, 1992
- Plectrohyla thorectes (Adler, 1965)